# Power Mac G4 Cube
El 2000, Apple va presentar el PowerMac G4 Cube com un producte intermedi entre el iMac i el Power Mac G4, oferint un ordinador compacte com l'iMac, i al mateix temps, tan potent i ampliable com els PowerMac G4 de l'època.
No portava cap ventilador (encara que portava un suport intern per a un ventilador, aquest no estava instal·lat), funcionant únicament i exclusivament per convecció, i tot això en una carcassa de metacrilat de 8X8X10 polzades dissenyada per Jonathan Ive. A més, incloïa dos altaveus dissenyats seguint la línia del G4 Cube fabricats per Harman Kardon.
Va ser el seu preu, partint de 1.699$, el que va portar al seu fracàs comercial i al cessament de la seva venda el 2001, un cop ja havia aparegut el Mac Mini, que si bé no era fàcilment actualitzable, era encara més compacte i va tenir un èxit molt gran.
El G4 Cube necessitava un monitor extern, que es podia connectar pel port VGA o ADC de la targeta gràfica. També comptava amb dos ports USB, dos ports FireWire 400, un port Ethernet 10/100 i un mòdem 56k per connectar-lo a la línia telefònica.
El seu excepcional disseny ha permès que sigui exhibit al MoMA, el Museu d'Art Modern de Nova York.